# Pilosa pilosa
Pour les articles homonymes, voir Pilosa (homonymie).
Genre
Espèce
Pilosa pilosa, unique représentant du genre Pilosa, est une espèce d'opilions laniatores de la famille des Zalmoxidae.

## Distribution
Cette espèce est endémique de l'État de La Guaira au Venezuela. Elle se rencontre vers Vargas.

## Description
Le mâle holotype mesure 2,76 mm et la femelle paratype 2,40 mm.

## Publication originale
- González-Sponga, 1999 : « Aracnidos de Venezuela. Dos nuevos géneros y cinco nuevas especies de Opiliones Laniatores (Phalangodidae). » Acta Biologica Venezuelica, vol. 19, no 2, p. 29–44.